# Honda CB 900 F

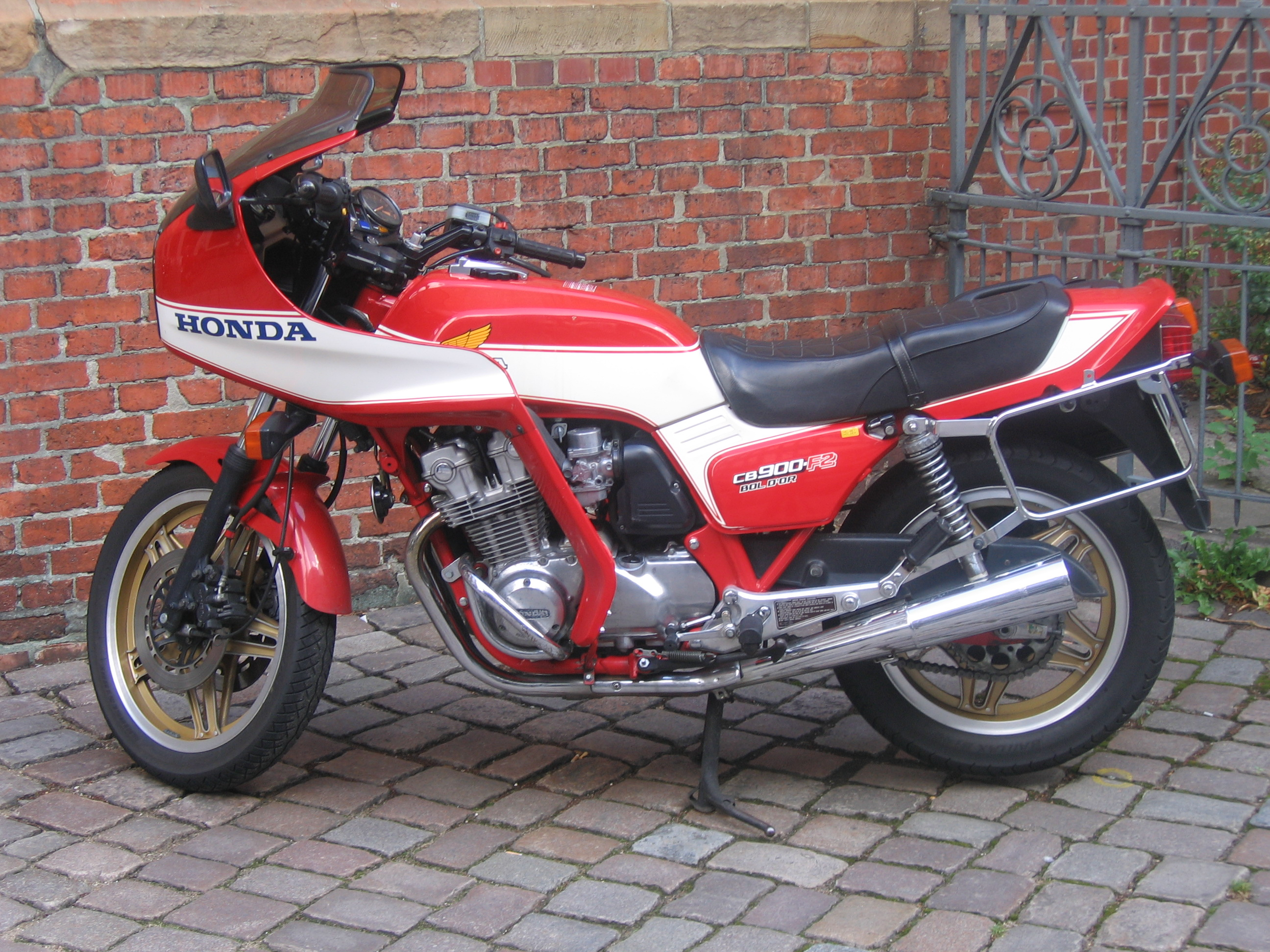
Honda CB 900 F2

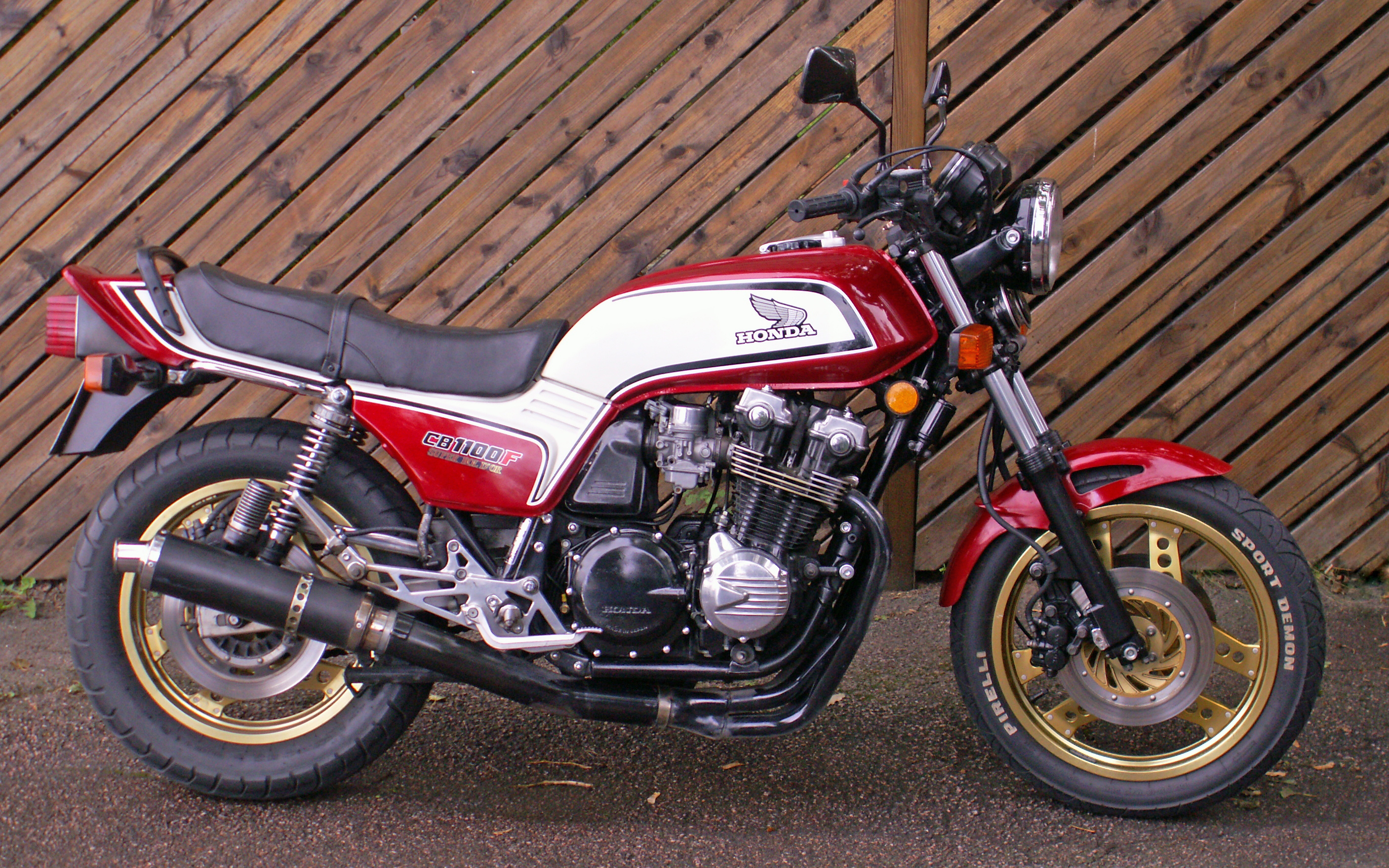
Honda CB 1100 F (SC 11)

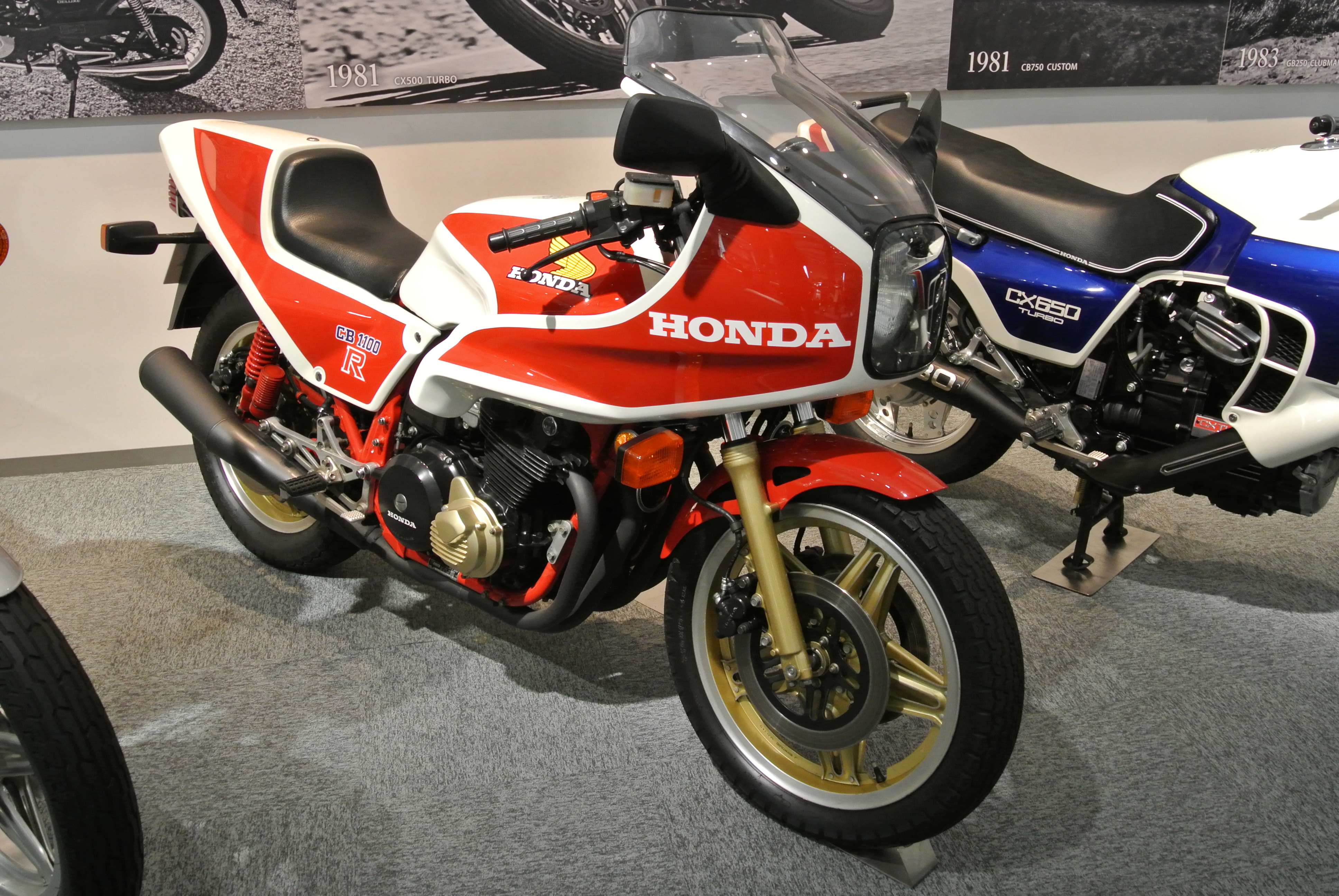
Honda CB1100R (SC 05)

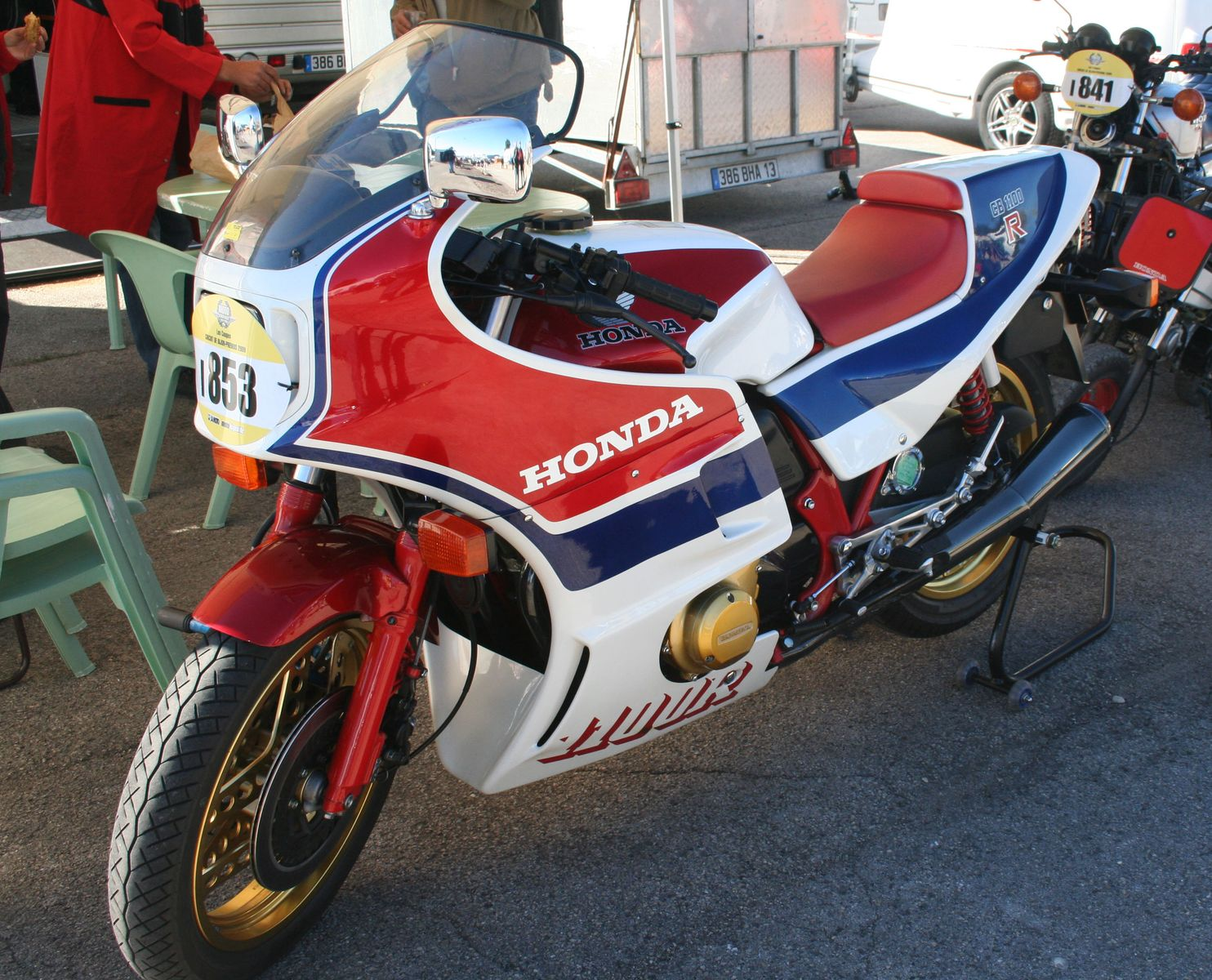
Honda CB 1100 R (SC 08)

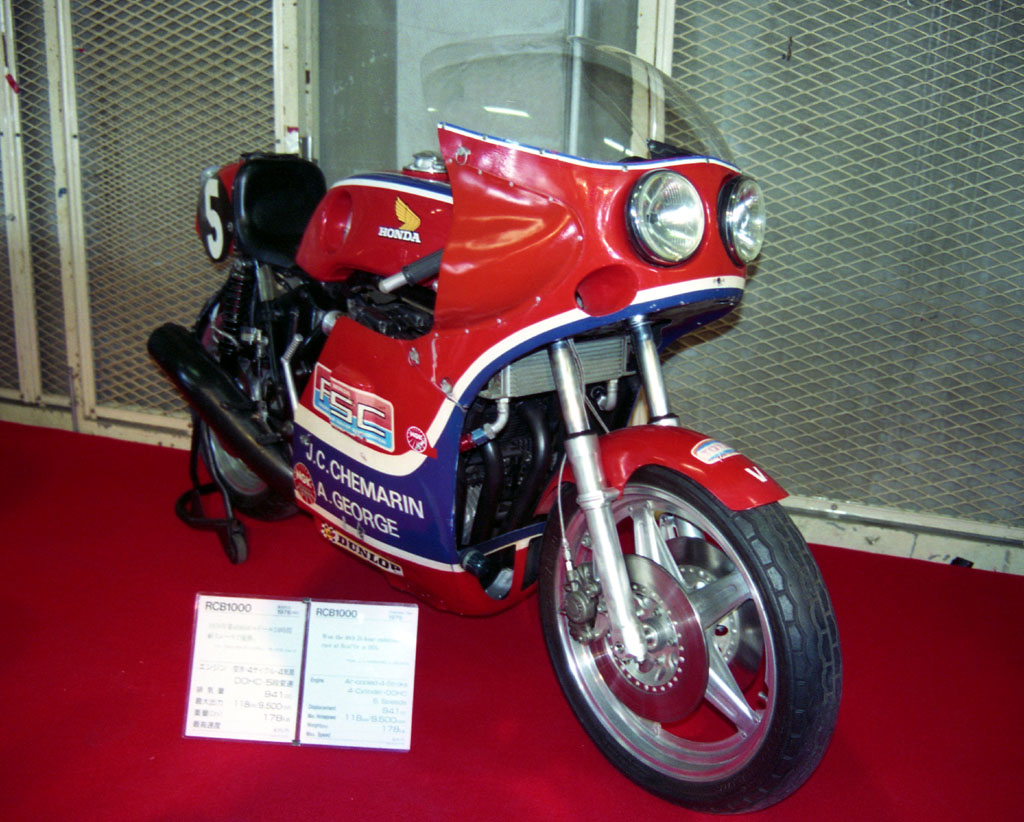
Die erstplatzierte Honda des Bol d’Or 1976

Die Honda CB900F ist ein Motorrad des japanischen Herstellers Honda, das im Jahr 1978 auf der IFMA in Köln vorgestellt wurde und 1979 auf den Markt kam. Das Fahrzeug war für Europa entwickelt worden, die Markteinführung in den Vereinigten Staaten war erst 1981. In Europa trug die CB900F die Zusatzbezeichnung Bol d’Or.

## Vorgeschichte
Der Bol d’Or ist ein Langstreckenrennen über 24 Stunden, das Honda in den Jahren 1972 erstmals gewann, 1973 nochmal, aber 1974 und 1975 gegen Kawasaki Z1 verlor. Im Straßenverkehr ließ Honda die Kawasaki Z ziehen, aber auf der Rennstrecke nahm das Werk die Herausforderung an. Von 1976 bis 1978 gewann Honda den Bol d’Or dreimal in Folge, mit Vierzylindern von 941 bis 998 cm3 Hubraum, die auf dem Motor der CB 750 Four basierten und anders als alle damals käuflichen nicht nur zwei Nockenwellen bekamen, sondern zudem 16 Ventile – wie die CB 900 F.
Diese Rennmotorräder waren spektakulär, aber fast verkehrstauglich, wie schon 1976 zu erfahren war. Die sportlichste käufliche Honda war die ältere Honda CB 750 Four mit nur einer Nockenwelle, und das Spitzenmodell war die 275 kg schwere Honda Gold Wing. Ansehen hatte Honda ursprünglich mit alltagstauglicher Technik aus dem Rennsport erlangt, durch die Honda CB 450.

## Technik
Die CB 900 F war eine komplette Neukonstruktion parallel zur Honda CBX und wurde später zur CB 1100 F und zur CB 1100 R des Jahres 1980.
Mit weniger Kolbenhub und kleineren Zylindern als die CB 900 F gab es die CB 750 F mit gleichem Fahrwerk. Dieser Motor mit kleinerer Kurbelwelle und ohne Ölkühler treibt auch die CB 750 K an, deren Rahmen schwächer ausgelegt ist.
Der Motor der CB900F ist auch rückblickend ein Meilenstein. Nicht wegen brachialer Leistung, sondern weil er aus niedrigen Drehzahlen bis in hohe Drehzahlen durchzieht und hohe Durchschnittsgeschwindigkeiten ermöglicht. Die zwei oben liegenden Nockenwellen betätigen die 16 Ventile über Tassenstößel. Der Motor mit einem Hubraum von 901 cm³ ist mit einer Leistung von 70 kW (95 PS) angegeben, wurde aber in zeitgenössischen Tests nur mit 84 PS gemessen. Das Gewicht der Maschine liegt bei 260 Kilogramm, die Höchstgeschwindigkeit beträgt 213 km/h.

## Weiterentwicklung
Sowohl die CB 900 F (SC 01) als auch die CB 750 F (RC 04) wurden bis Mitte der 1980er Jahre gebaut und regelmäßigen Modellpflegemaßnahmen im Fahrwerksbereich unterzogen. Der CB 900 F Bol d’Or (SC01) folgte die CB 900 F Bol d’Or (SC09) nach, die neben einer gummigelagerten Motorhalterung mit 18"-ComStar-Felgen im Bumerangdesign vorne und hinten statt der bis dahin verbauten Kombination aus Fünfspeichen-ComStar-Felgen mit 19" vorn und 18" hinten ausgestattet wurde. Weil die Bremsanlage mit Nissin-Einkolbenschwimmsätteln sich in der Praxis als zu schwach erwies, wurden 1981 die Bremssättel im Rahmen der Modellpflege gegen Doppelkolbenschwimmsättel desselben Herstellers getauscht.
Die Modelle SC 01, SC 09 und RC 04 wurden zusätzlich als F2-Version mit Vollverkleidung ausgeliefert. Die Besonderheit dieser Verkleidung war, dass sie im unteren Bereich nur hinter der Zylinderbank verlief und als Beinschienen geformt im Fall eines Frontalzusammenstoßes den Fahrer über das Unfall-Hindernis lenken sollte.
Die Bol-d’Or-Baureihe wurde mit der CB 1100 F Super Bol d’Or (SC11) weitergeführt. Hier wurde im Gegensatz zu den Vorgängermodellen eine Kastenschwinge verbaut. Die sportlichsten Modelle der Bol-d’Or-Familie waren Mitte der 1980er die CB 1100 R (SC 05) mit einer an die F2 angelehnten Verkleidung und die CB 1100 R (SC 08) mit einer völlig neu gestalteten Vollverkleidung.
Vornehmlich in den USA bot Honda Motoren der Modellreihe in diversen „Choppern“ an. Die Modelle CB 900 C (SC 04) und CB 1000 C (SC 10) wurden ausschließlich für den nordamerikanischen Markt angeboten. Wesentlicher Unterschied zu allen anderen Varianten ist der Sekundärantrieb via Kardanwelle und das zusätzliche Vorlegegetriebe, das in Kombination mit dem regulären Fünfganggetriebe insgesamt 10 Gänge zur Verfügung stellt.

## Nachfolger
Im Jahr 1984 präsentierte Honda als sportliche große Vierzylinder die VF 1000 F und VF 1000 R mit V-Motor und erheblichen Problemen. Das nächste Sportmotorrad von Honda hatte wieder einen Reihenmotor mit rund 900 cm3 Hubraum, setzte 1992 einen neuen Maßstab für Leichtbau und hieß Honda CBR 900 RR Fireblade.
Ab 1993 brachte Honda das Naked Bike CB 1000 mit Wasserkühlung auf den Markt, das zur Honda CB 1300 Super Bol d’Or wurde.